# Kang Tae-oh
Kang Tae-oh (tên khai sinh là Kim Yoon-hwan, sinh ngày 20 tháng 6 năm 1994) là một diễn viên và ca sĩ Hàn Quốc. Anh từng là thành viên của nhóm nhạc 5urprise.

## Sự nghiệp

### 5URPRISE
Kang Tae-oh ra mắt với tư cách là thành viên của 5URPRISE vào ngày 18 tháng 11 năm 2014.
Vào ngày 31 tháng 3 năm 2020, hợp đồng độc quyền của anh ấy với Fantagio Music kết thúc.

### Phim ảnh
Năm 2013, Kang ra mắt diễn xuất trong web series After School: Lucky or Not cùng với các thành viên của 5urprise – nhóm diễn viên được thành lập bởi công ty quản lý tài năng Fantagio, sau đó anh đóng vai phụ trong bộ phim cuối tuần của đài MBC Flower of Queen vào năm 2015.
Anh cũng gây dựng tên tuổi tại Việt Nam qua vai nam chính Lee Jun-su, đóng cặp với Nhã Phương, trong bộ phim hợp tác Hàn-Việt Tuổi thanh xuân.
Năm 2019, Kang tham gia bộ phim cổ trang Tiểu sử chàng Nodku của đài KBS, bộ phim đã giúp anh được giới phê bình đánh giá cao nhờ diễn xuất trong các bộ phim cổ trang. Và cùng năm đó, anh ấy xuất hiện đặc biệt trong bộ phim truyền hình của đài MBC Love with Flaws với vai bạn trai cũ của Oh Yeon-seo, sau đó anh ấy xuất hiện trong loạt phim gốc My First First Love của Netflix.
Năm 2020, Kang xuất hiện trong bộ phim truyền hình JTBC Run On, nơi anh ấy đóng vai một sinh viên nghệ thuật cùng với Choi Soo-young. Cuối năm đó, hợp đồng của anh ấy với cùng một công ty hết hạn. và chuyển đến Man of Creation (M.O.C), một công ty được thành lập bởi những người quản lý công ty cũ.
Năm 2021, Kang xuất hiện trong bộ phim truyền hình Doom at Your Service và bộ phim truyền hình một tập Drama Special - The Effect of One Night on Farewell.
Năm 2022, Kang xuất hiện đặc biệt trong bộ phim. Thirty-Nine bằng cách xuất hiện với tư cách là bạn của Lee Tae-hwan. Cuối năm đó, anh xuất hiện trong bộ phim Nữ luật sư kỳ lạ Woo Young Woo; lần xuất hiện cuối cùng trong bộ phim truyền hình của anh trước khi thực hiện nghĩa vụ quân sự vào tháng 9 năm 2022.

## Đời tư

### Nhập ngũ
Kang đã lên kế hoạch nhập ngũ với ngày nhập ngũ dự kiến sớm nhất là vào tháng 8 hoặc tháng 9. Anh được cho là đang phục vụ như một người lính tại ngũ bình thường.
Vào ngày 31 tháng 8 năm 2022, Kang đã thông báo tại một buổi họp mặt người hâm mộ rằng anh ấy sẽ nhập ngũ để thực hiện nghĩa vụ quân sự bắt buộc vào ngày 20 tháng 9 năm 2022. Anh ấy sẽ tiến hành khóa huấn luyện quân sự cơ bản tại Sư đoàn bộ binh 37 Jeungpyeong-gun, Chungcheongbuk-do. Sau khóa đào tạo cơ bản, anh ấy sẽ phục vụ với vai trò trợ lý huấn luyện cùng bộ phận.

### Từ thiện
Vào ngày 10 tháng 8 năm 2022, Kang đã quyên góp 20 triệu won (tương đương 380 triệu VND) để giúp đỡ những người bị ảnh hưởng bởi lũ lụt ở Hàn Quốc năm 2022 thông qua Hiệp hội cứu trợ thiên tai Hope Bridge Korea.

## Diễn xuất

### Phim ảnh
| Năm  | Tiêu đề       | Nhân vật     | Vai trò   | Tham khảo.  |
| ---- | ------------- | ------------ | --------- | ----------- |
| 2014 | Slow Video    | Successor    | Khách mời | [ 5 ]       |
| 2018 | Feng Shui     | Won-kyung    |           | [ 6 ]       |
| 2023 | Open the Door | Detective Na |           | [ 7 ] [ 8 ] |

### Truyền hình
| Năm       | Tiêu đề                                             | Nhân vật                      | Ghi chú             | Tham khảo     |
| --------- | --------------------------------------------------- | ----------------------------- | ------------------- | ------------- |
| 2013      | Drama Festival – Save Wang Jo-hyeon                 | Nam Nam-cheol                 | Vở kịch             |               |
| 2013–2014 | Hoa hậu Hàn Quốc                                    | Ma Ae-ri's son                |                     | [ 9 ]         |
| 2014      | Tuổi thanh xuân                                     | Lee Jun-su                    |                     | [ 10 ]        |
| 2015      | Flower of Queen                                     | Heo Doug-gu                   |                     | [ 11 ]        |
| 2015      | Second 20s                                          | young Woo-chul                |                     |               |
| 2015      | The Dearest Lady                                    | Choi Young-kwang              |                     | [ 12 ]        |
| 2016      | Tuổi thanh xuân (phần 2)                            | Lee Jun-su / Jace             |                     | [ 10 ]        |
| 2017      | You Are Too Much                                    | Lee Kyung-soo                 |                     | [ 13 ]        |
| 2018      | Short                                               | Kang Ho-young                 |                     | [ 14 ]        |
| 2018      | That Man Oh Soo                                     | Kim Jin-woo                   |                     | [ 15 ] [ 16 ] |
| 2019      | Tiểu sử chàng Nokdu                                 | Cha Yul-mu / Prince Neungyang |                     | [ 17 ]        |
| 2019      | Love with Flaws                                     | Jung Tae-oh                   | Khách mời (tập 1,6) | [ 18 ]        |
| 2020–2021 | Run On                                              | Lee Young-hwa                 |                     | [ 19 ]        |
| 2021      | Một ngày nọ kẻ hủy diệt gõ cửa nhà tôi              | Lee Hyun-kyu                  |                     | [ 20 ]        |
| 2021      | Drama Special – The Effect of One Night on Farewell | Cha Min-jae                   | Kịch                | [ 21 ]        |
| 2022      | Thirty-Nine                                         | Park Hyun-joon's friend       | Khách mời (tập 11)  | [ 22 ]        |
| 2022      | Nữ luật sư kỳ lạ Woo Young Woo                      | Lee Jun-ho                    |                     | [ 23 ]        |

### Chương trình thực tế
| Năm  | Tên chương trình                        | Kênh   | Ghi chú       | Chú thích |
| ---- | --------------------------------------- | ------ | ------------- | --------- |
| 2017 | Law of the Jungle (Tạm dịch: Luật rừng) | SBS    | Tập 252 - 256 |           |
| 2017 | Taxi Show                               | TVBlue | Tập 6 - 7     |           |
| 2020 | Running Man                             | SBS    | Tập 493       |           |

## Giải thưởng
| Năm  | Giải thưởng               | Hạng mục                   | Tác phẩm          | Ghi chú   | Chú thích |
| ---- | ------------------------- | -------------------------- | ----------------- | --------- | --------- |
| 2015 | VTV Award 2015 (Việt Nam) | Nam diễn viên ấn tượng     | Tuổi Thanh Xuân 1 | Đoạt giải |           |
| 2016 | Summer boys (Nhật Bản)    | Nam diễn viên mới xuất sắc | Tuổi Thanh Xuân 1 | Đề cử     |           |
| 2016 | Asia Artist Awards        | Nam diễn viên xuất sắc     | Tuổi Thanh Xuân 1 | Đề cử     |           |
| 2017 | VTV Award 2017 (Việt Nam) | Nam diễn viên ấn tượng     | Tuổi Thanh Xuân 1 | Đề cử     |           |
| 2017 | AAA 2017                  | The Rising Star Award      |                   | Đoạt giải |           |
| 2017 | MBC Drama Award           | Excellent Actor Nominees   | You Are Too Much  | Đề cử     |           |